# SummerSlam 2002
SummerSlam 2002 è stata la quindicesima edizione dell'annuale evento in pay-per-view SummerSlam, prodotto dalla World Wrestling Entertainment. L'evento si è svolto il 25 agosto 2002 presso il Nassau Coliseum di Uniondale. La colonna sonora dell'evento è stata Fight di Jim Johnston.
Il main event, per quanto riguarda il roster SmackDown!, fu quello per l'WWE Undisputed Championship tra il campione The Rock e lo sfidante Brock Lesnar, vinto da quest'ultimo schienamento dopo l'esecuzione della F-5. Mentre il match principale per il roster di Raw fu l'Unsactioned Street Fight match tra Shawn Michaels e Triple H, vinto da Michaels per schienamento dopo aver schienato Triple H in un jacknife roll-up, mentre quest'ultimo stava tentando di eseguire il Pedigree. Ci fu inoltre un match interpromozionale per l'Intercontinental Championship tra il campione Chris Benoit e lo sfidante Rob Van Dam, vinto da Van Dam dopo una Five-Star Frog Splash.Gli altri match presenti nell'undercard furono The Undertaker contro Test, e Kurt Angle contro Rey Mysterio. Questa edizione di Summerslam è considerata la più bella di sempre, tant'è che Dave Meltzer lo classificò come il miglior evento di wrestling del 2002.

## Storyline
Il 23 giugno, a King of the Ring, Brock Lesnar vinse l'omonimo torneo dopo aver prima sconfitto Test nelle semifinali e poi l'Intercontinental Champion Rob Van Dam in finale, ottenendo inoltre un match per il WWE Undisputed Championship a SummerSlam. Il 21 luglio, a Vengeance, The Rock vinse un triple threat match che comprendeva anche Kurt Angle e il campione The Undertaker, conquistando così il WWE Undisputed Championship per la settima volta. Un match tra The Rock e Lesnar con in palio il titolo fu quindi annunciato per SummerSlam. Nella puntata di SmackDown dell'8 agosto Lesnar sconfisse Hollywood Hulk Hogan per KO tecnico, difendendo il suo status da contendente nº1 al WWE Undisputed Championship e cimentando così il suo incontro con The Rock a SummerSlam.
A Vengeance, Triple H decise di trasferirsi nel roster di Raw su consiglio di Shawn Michaels, rientrato in WWE dopo quattro anni d'inattività, poiché convinto dalla proposta di quest'ultimo nel riformare la D-Generation X. Nella puntata di Raw del 22 luglio, mentre i due erano in procinto di riformare la stable, Triple H effettuò tuttavia un turn heel su Michaels, colpendolo con il Pedigree. Nella puntata di Raw del 5 agosto, dopo che avevano avuto un confronto via satellite, una telecamera di sicurezza rivelò che, la settimana precedente, Triple H aveva brutalmente attaccato Michaels alle spalle nel parcheggio dell'arena. Un Unsanctioned Street Fight tra Michaels e Triple H fu poi sancito per SummerSlam; con il primo che assicurò di presentarsi all'incontro nonostante il brutale attacco inflittogli dall'ex amico.
Nella puntata di Raw del 29 luglio Chris Benoit sconfisse Rob Van Dam, conquistando così l'Intercontinental Championship per la quarta volta. Nella puntata di SmackDown del 1º agosto Benoit si trasferì tuttavia nel roster blu, per volere della General Manager Stephanie McMahon, portando quindi con sé anche l'Intercontinental Championship. Nella puntata di Raw del 12 agosto Van Dam sconfisse Jeff Hardy per diventare il contendente nº1 al titolo di Benoit. Un match tra Benoit e Van Dam con in palio l'Intercontinental Championship fu quindi annunciato per SummerSlam: se Van Dam avesse vinto all'evento, avrebbe poi riportato il titolo nel roster di Raw.
Nella puntata di Raw del 29 luglio Test, passato nel roster rosso per volere del General Manager Eric Bischoff, attaccò brutalmente The Undertaker insieme ai suoi alleati degli Un-Americans (i WWE Tag Team Champions Lance Storm e Christian), sventolando poi la bandiera canadese al centro del ring. Un match tra Test e The Undertaker fu poi annunciato per SummerSlam.
Nella puntata di Raw del 29 luglio Chris Jericho interruppe a sorpresa un promo di Ric Flair, attaccandolo brutalmente con una sedia, per poi annunciare il suo passaggio nel roster rosso come concordato con il General Manager Eric Bischoff. Nella puntata di Raw del 5 agosto Flair si vendicò e colpì Jericho con una sedia, causandone la sconfitta contro Rob Van Dam. Nella puntata di Raw del 12 agosto Jericho sfidò Flair ad un match per SummerSlam e quest'ultimo accettò.
Nella puntata di Raw del 12 agosto Booker T sconfisse il WWE Tag Team Champion Lance Storm, ottenendo per sé e Goldust un incontro per il WWE Tag Team Championship degli Un-Americans (Christian e lo stesso Storm). Un match per i titoli di coppia tra gli Un-Americans e Booker e Goldust fu quindi sancito per SummerSlam dal General Manager Eric Bischoff.
Nella puntata di SmackDown dell'8 agosto Edge, John Cena e Rey Mysterio sconfissero l'Intercontinental Champion Chris Benoit, Eddie Guerrero e Kurt Angle; con Mystero che schienò Angle per vincere l'incontro. Dopo che avevano avuto un confronto nella puntata di SmackDown del 15 agosto, Mysterio sfidò Angle ad un match per SummerSlam e quest'ultimo accettò.
Nella puntata di SmackDown del 22 agosto Eddie Guerrero e l'Intercontinental Champion Chris Benoit attaccarono brutalmente Edge nel backstage dell'arena; poco dopo, la sera stessa, Edge e il WWE Undisputed Champion The Rock sconfissero Guerrero e Benoit dopo che Edge aveva colpito Guerrero con la Spear. Un match tra Edge e Guerrero fu poi sancito per SummerSlam.

## Evento
Il primo match vede Kurt Angle opposto a Rey Mysterio. Il match è dominato da Kurt Angle, che alla fine del match ribalta una Hurricarana, direttamente nella Angle Lock. Mysterio non riesce a rompere la mossa di sottomissione e cede.
Il match successivo vede contrapposti Ric Flair e Chris Jericho. Jericho chiude Flair nella figur-four leg-lock. Chris insiste che Flair ha ceduto alla sua mossa, ma l'arbitro fa continuare il match. Flair vince il match chiudendo Chris nella medesima mossa.
Il terzo match della serata fu Edge contro Eddie Guerrero. Durante il match, Eddie puntò alle spalle di Edge. Guerrero si oppose ad una spear, con un dropckick sulla spalla destra di Edge e decise di eseguire una frog splash sulla spalla di Edge mentre era supino a terra. In qualsiasi modo, Edge si riprese con un Edgecution e una Spear, per poi schienare Eddie.
Il match successivo mise in palio il WWE Tag Team Championship. Gli Un-Americans (Lance Storm e Christian) affrontarono Booker T e Goldust. Durante il match, Booker fu abile a colpire Storm e Christian con uno scissors kick. Ma Test colpisce Booker T con un big boot. Storm ne approfitta e affettua la copertura vincente. Gli Un-Americans conservano i titoli di coppia.
Il quinto match in programma mise in palio l'Intercontinental Championship. Chris Benoit difende il titolo da Rob Van Dam. Benoit vuole che il titolo rimanga un'esclusiva di SmackDown, infatti Rob Van Dam combatte per Raw. Van Dam vince dopo aver eseguito la Five Star Frog Splash. Il titolo passa nel roster di Raw.
Undertaker combatte con Test in seguito. Storm e Christian interferiscono, ma vengono respinti con una chockslam a testa. Taker vince dopo aver eseguito una Tombostone Piledriver. Dopo il match, Undertaker celebra con la bandiera americana.
Il settimo match del PPV fu lo Street Fight match tra HBK e HHH. Questa è la prima apparizione di Shawn da WrestleMania XIV. Shawn vince dopo aver rovesciato un Pedigree in un jackknife roll-up. Dopo il match Triple H lo colpì con lo sledgehammer sulla schiena, forzando Michaels a essere portato via in barella.
Nel main event, l'Undisputed WWE Champion The Rock deve resistere all'attaccò di Brock Lesnar. Brock Lesnar domina il match con mosse basate sulla forza ma The Rock arriva vicino alla vittoria in più occasioni. Lesnar porta a casa la vittoria dopo una F-5, diventando il più giovane campione nella storia del titolo.

## Conseguenze
L'Undisputed WWE Championship, fino a quel momento, era stato un'esclusiva di RAW. Questo, in teoria, avrebbe costretto Lesnar a difendere il nuovo titolo nello show rosso. Ma Stepahanie McMahon, l'allora general manager di SmackDown, vincolò Lesnar al proprio show dimostrando che il contratto lo legava al suo roster. Il titolo passò nello show blu (perdendo la denominazione "Undisputed") e Raw rimase senza campione.
Il 2 settembre, durante l'edizione di Monday Night Raw, Eric Bischoff ridiede vita al World Heavyweight Championship e nominò Triple H come campione.

## Risultati
| #    | Incontri                                                       | Stipulazioni                                          | Durata |
| ---- | -------------------------------------------------------------- | ----------------------------------------------------- | ------ |
| Heat | Spike Dudley ha sconfitto Steven Richards                      | Single match                                          | 02:35  |
| 1    | Kurt Angle ha sconfitto Rey Mysterio per sottomissione         | Single match                                          | 09:20  |
| 2    | Ric Flair ha sconfitto Chris Jericho per sottomissione         | Single match                                          | 10:22  |
| 3    | Edge ha sconfitto Eddie Guerrero                               | Single match                                          | 11:50  |
| 4    | Christian e Lance Storm (c) hanno sconfitto Booker T e Goldust | Tag team match per il WWE Tag Team Championship       | 09:37  |
| 5    | Rob Van Dam ha sconfitto Chris Benoit (c)                      | Single match per il WWE Intercontinental Championship | 16:30  |
| 6    | The Undertaker ha sconfitto Test                               | Single match                                          | 08:18  |
| 7    | Shawn Michaels ha sconfitto Triple H                           | Unsanctioned match                                    | 27:50  |
| 8    | Brock Lesnar (con Paul Heyman) ha sconfitto The Rock (c)       | Single match per l'Undisputed WWE Championship        | 15:50  |